# Ana Claudia Arias
Ana Claudia Arias (Londrina, Brasil, 1973) es una física brasileña-estadounidense que es profesora de Ingeniería Eléctrica y Ciencias de la Computación en la Universidad de California, Berkeley. Su investigación considera materiales electrónicos impresos y su aplicación en electrónica flexible y dispositivos médicos portátiles.

## Educación y primeros años
Nació en Londrina, Brasil. Estudió Física en la Universidad Federal de Paraná en Brasil, donde obtuvo su maestría en 1997. Arias se mudó al Reino Unido como estudiante de posgrado, donde trabajó en el grupo de investigación de Richard Friend. Su investigación doctoral involucró investigaciones sobre la separación de fases dentro de películas delgadas de polímero conjugado utilizadas en células solares y OLED. Friend y Arias presentaron varias patentes sobre dispositivos y materiales electrónicos impresos.

## Carrera e investigación
Trabajó como posdoctoral en el grupo de Optoelectrónica de la Universidad de Cambridge, donde ayudó en la formación de la empresa derivada Plastic Logic. En Plastic Logic, Arias era responsable del grupo de semiconductores. Más tarde abandonó Plastic Logic en 2003 y se unió al equipo de investigación del Palo Alto Research Center (PARC). En PARC, fue responsable de la electrónica impresa y flexible. Trabajó en la fabricación de sensores portátiles, incluidos dispositivos capaces de prevenir lesiones cerebrales. Estos dispositivos funcionaban monitoreando de forma inalámbrica los niveles de presión y la acústica.
En 2011, Arias se unió a la Universidad de California, Berkeley como profesora de electrónica flexible e impresa, donde se desempeña como directora de la facultad del Berkeley Wireless Research Center. En Berkeley, comenzó a desarrollar sistemas de detección que rastrean los signos vitales del paciente y brindan retroalimentación instantánea a los profesionales de la salud. Como parte de estos esfuerzos, creó un sistema portátil para la exploración de imágenes por resonancia magnética (IRM) en los bebés. Los sistemas de resonancia magnética convencionales utilizan bobinas de radiofrecuencia de metal voluminosas y duras para recibir las señales de resonancia magnética. Las bobinas son más pesadas que los bebés que se escanean, lo que significa que los bebés deben ser anestesiados para obtener imágenes claras. En un intento por mitigar esto, Arias creó una bobina de radiofrecuencia liviana y flexible que podría incrustarse dentro de una manta envolvente. Los receptores de resonancia magnética flexibles entraron en ensayos clínicos en 2016.
Arias trabajó con Cambridge Display Technology para desarrollar oxímetros de pulso ligeros similares a los de la piel. Los oxímetros utilizan semiconductores a base de carbono (orgánicos), que permiten la fabricación de dispositivos electrónicos de bajo costo sobre sustratos flexibles. El sensor utiliza una serie de fotodetectores y OLED rojos e infrarrojos cercanos para detectar los niveles de oxígeno en sangre. Más allá de la medición de oxígeno en sangre, Arias ha desarrollado una plataforma multisensor capaz de fotopletismografía y detección de biomarcadores del sudor humano. Estas plataformas de detección permiten conocer el estado fisiológico del cuerpo humano. Los sensores de sudor desarrollados por Arias consisten en sensores de lactato, sodio y amonio. Arias también ha investigado materiales y dispositivos que pueden recolectar y almacenar energía.